# Mielecka Grupa Fotograficzna

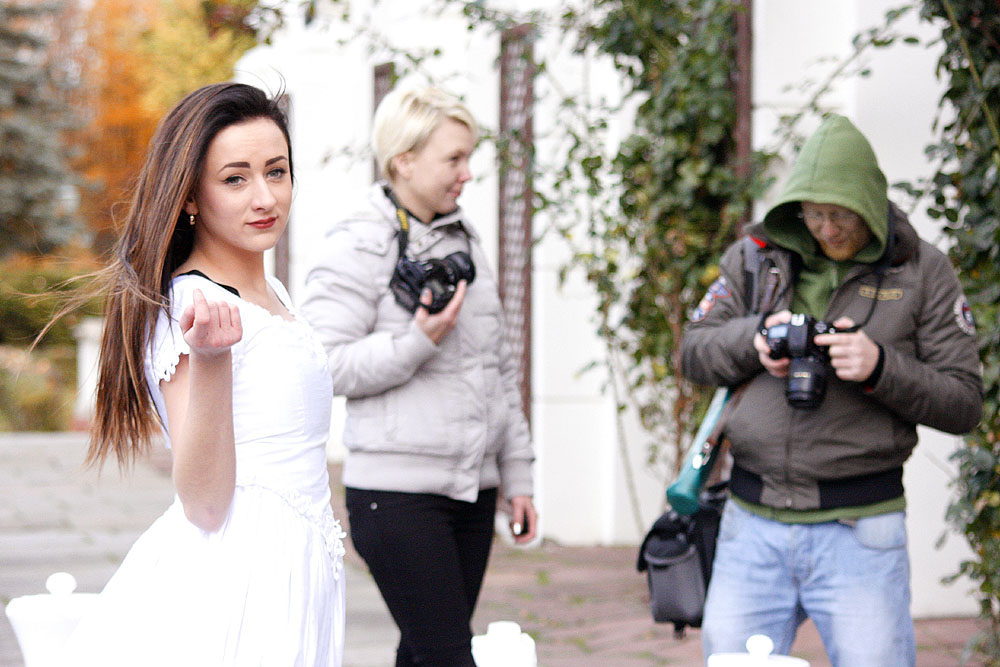
Plener fotograficzny w Baranowie Sandomierskim (MGF 2016)

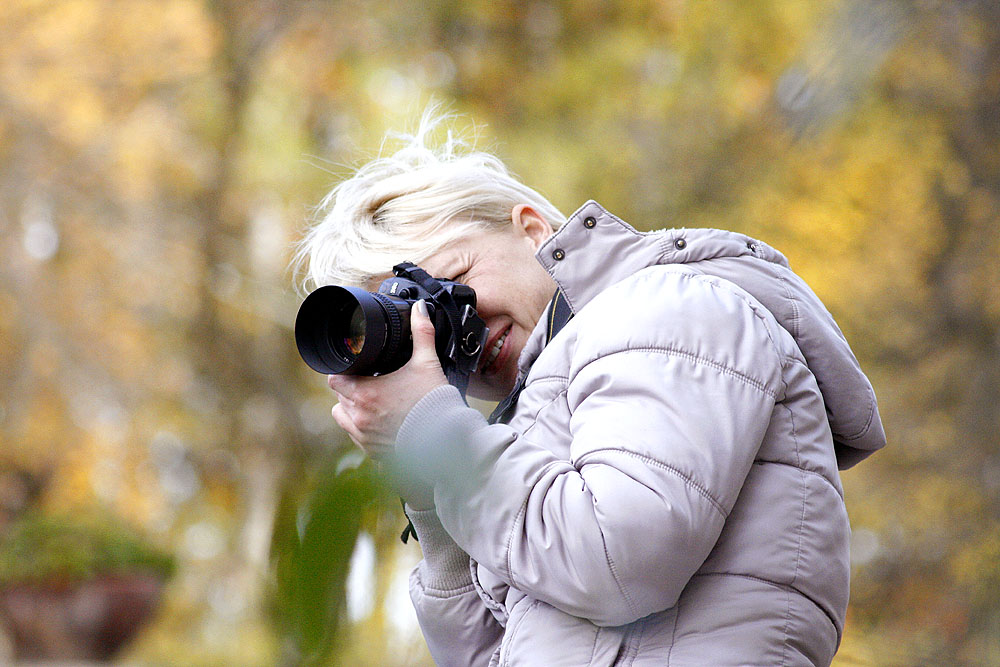
Agnieszka Piekarska – plener fotograficzny w Baranowie Sandomierskim (MGF 2016)

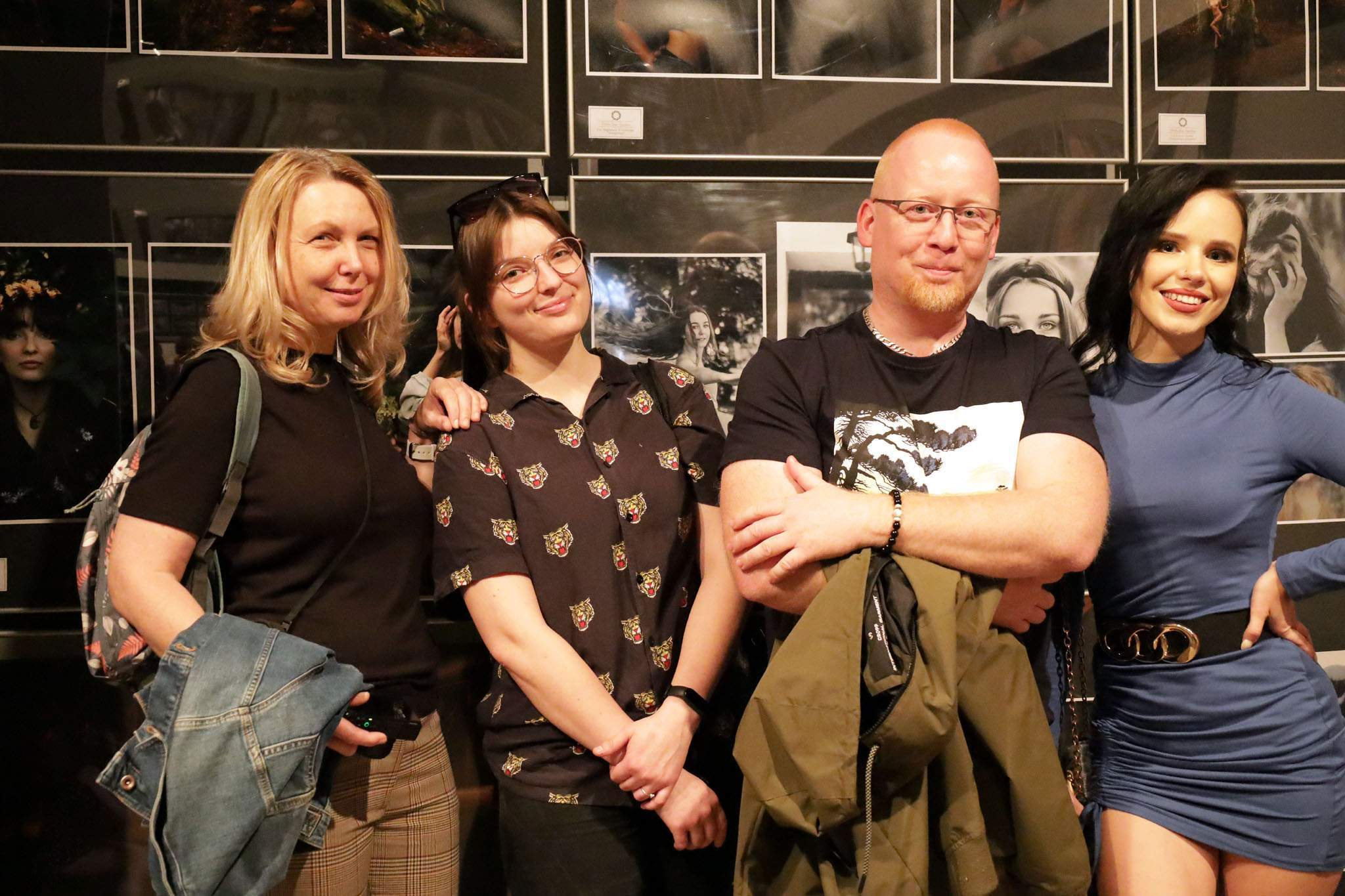
Mielecka Grupa Fotograficzna (2024)

Mielecka Grupa Fotograficzna – polskie stowarzyszenie fotograficzne utworzone w 2010 roku przez Łukasza Gurdaka i Grzegorza Lizakowskiego – członków Fotoklubu Rzeczypospolitej Polskiej Stowarzyszenia Twórców.

## Historia
Zebranie założycielskie członków Mieleckiej Grupy Fotograficznej miało miejsce w 2009 roku. W 2010 zarejestrowano grupę jako stowarzyszenie zwykłe. W 2018 stowarzyszenie zawiesiło swoją działalność, co skutkowało wykreśleniem grupy z rejestru stowarzyszeń – do roku 2020 stowarzyszenie działało jako nieformalna grupa miłośników fotografii pod niezmienioną nazwą. W styczniu 2020 roku ponownie zalegalizowano działalność grupy i dokonano rejestracji stowarzyszenia. Reaktywacji stowarzyszenia dokonano z inicjatywy Agnieszki Piekarskiej, Łukasza Gurdaka, Tadeusza Talarka.

## Działalność
Mielecka Grupa Fotograficzna organizuje wystawy, warsztaty, plenery fotograficzne. Celem działalności MGF jest utrwalanie widoków Mielca oraz propagowanie wszelkiego typu działań fotograficznych, otwarcie na współpracę z galeriami, wydawnictwami i placówkami kulturalnymi. Miejscem spotkań członków stowarzyszenia jest m.in. filia Muzeum Regionalnego w Mielcu – „Jadernówka” oraz Samorządowe Centrum Kultury w Mielcu. W 2011 roku członkowie MGF podczas IX edycji Podkarpackich Konfrontacjach Fotograficznych, objętych patronatem Marszałka Województwa Podkarpackiego i Fotoklubu Rzeczypospolitej Polskiej, otrzymali główną nagrodę konfrontacji, w 2018, 2021, 2022 otrzymali wyróżnienia (XVI, XIX, XX edycja), w 2019, 2020, 2023 otrzymali kolejne nagrody główne – w XVII, XVIII, XXI edycji. Podczas XXII edycji konfrontacji w 2024 – Mielecka Grupa Fotograficzna otrzymała kolejne wyróżnienie. 
Dwóch członków Mieleckiej Grupy Fotograficznej przyjęto w poczet członków rzeczywistych Fotoklubu Rzeczypospolitej Polskiej Stowarzyszenia Twórców – w 2009 Łukasza Gurdaka oraz w 2010 Grzegorza Lizakowskiego. W 2014 Międzynarodowa Federacja Sztuki Fotograficznej FIAP wyróżniła Łukasza Gurdaka tytułem Artiste FIAP (AFIAP) oraz w 2017  tytułem Excellence FIAP (EFIAP). W 2018 Kapituła Fotoklubu Rzeczypospolitej Polskiej odznaczyła Łukasza Gurdaka Medalem „Za Zasługi dla Fotografii Polskiej”. W 2022 podczas XX (jubileuszowej) edycji Podkarpackich Konfrontacji Fotograficznych – w uznaniu pracy i twórczości fotograficznej – Łukasz Gurdak otrzymał Brązowy Medal „Za Fotograficzną Twórczość”.

## Wybrane wystawy
- „Piękno naszego lasu” (2011)[19]
- „Mielec wczoraj i dziś. Śladami starej fotografii” (2011)[20][21]
- „Portret mielczan A.D. 2012”[22][23][24]
- „Daj im dom” (2012)[25]
- „Miasta nocą” (2013)[26]
- „Znikające obrazy Podkarpacia...?” (Muzeum Historii Fotografii „Jadernówka” 2019)[27]
- „Znikające obrazy Podkarpacia...?” (Muzeum Kultury Ludowej w Kolbuszowej 2020)[28]
- „Znikające obrazy Podkarpacia...?” (Bardejów, Słowacja 2020)[29]
- „Znikające obrazy Podkarpacia...?” (G2A Arena Centrum Wystawienniczo-Kongresowe Województwa Podkarpackiego 2021)[30]
- „Znikające obrazy Podkarpacia...?” (Gminny Ośrodek Kultury w Nowym Żmigrodzie 2021)[31]
- „Znikające obrazy Podkarpacia...?” (Gminne Centrum Kultury i Ekologii w Cisnej 2021)[32]